# Mirkówka (Podszkodzie)
Mirkówka – część wsi Podszkodzie w Polsce, położona w województwie świętokrzyskim, w powiecie ostrowieckim, w gminie Bodzechów.
W latach 1975–1998 Mirkówka administracyjnie należała do województwa kieleckiego.